# Mohammadabad-e Afszar
Mohammadabad-e Afszar (perski: محمدابادافشار) – wieś w północnym Iranie, w ostanie Alborz. W 2006 roku miejscowość liczyła 466 osób w 109 rodzinach.